# Der unglaubliche Burt Wonderstone
Der unglaubliche Burt Wonderstone ist eine US-amerikanische Filmkomödie aus dem Jahr 2013 mit Steve Carell, Steve Buscemi, Olivia Wilde und Jim Carrey in den Hauptrollen. In einer Nebenrolle ist der deutsche Komiker Michael Herbig als Zauberkünstler zu sehen.

## Handlung
Die beiden Zauberkünstler Burt Wonderstone und Anton Marvelton kennen sich bereits aus ihrer gemeinsamen Zeit in der Schule. Zusammen haben sie es als Showattraktion bis in eines der Casinos von Las Vegas geschafft. Der Casino-Boss feuert das Duo allerdings, als das Publikum ausbleibt, das dem Straßenkünstler Steve Gray den Vorzug gibt. Zerstritten trennen sich die beiden, die sich über die Jahre längst auseinandergelebt haben. Doch nachdem sie sich auf ihre Wurzeln besonnen haben, finden sie als Freunde und Künstler wieder zusammen – und auf dieser Basis können sie ihren Konkurrenten Gray ausstechen.

## Hintergrund
Nach seiner Premiere auf dem Film- und Musikfestival South by Southwest in Austin am 8. März 2013 lief der Film ab dem 15. März 2013 in den Vereinigten Staaten und in Großbritannien. In die deutschen Kinos kam er am 4. April 2013.
Der unglaubliche Burt Wonderstone konnte trotz einer großen Werbekampagne nur 27,4 Millionen seiner 30 Millionen Dollar Produktionskosten an der Kinokasse wieder einspielen; er zählt damit in Hollywood zu den Flops des Jahres 2013.

## Kritiken
In den USA stieß der Film überwiegend auf mäßige und negative Kritiken; er konnte nur 38 Prozent von insgesamt 196 Kritikern bei Rotten Tomatoes überzeugen. Zusammenfassend stand auf der Seite: „Der unglaubliche Burt Wonderstone bietet ein paar alberne Lacher, aber trotz schräger Prämisse wirkt der Film risikolos und vorhersehbar.“
Das Lexikon des internationalen Films bezeichnete den Film als „durchaus interessanten Mix“ aus „Künstlerdrama und Trash-Komödie“. „Trotz einzelner Highlights“ – das Lexikon hebt insbesondere  den Auftritt Jim Carreys hervor – bleibe der Film „durch allzu viele Handlungsstränge“ Mittelmaß. Die Süddeutsche Zeitung lobte den Film als „ziemlich fiese Hollywood-Komödie über die flatterhafte Gunst des Publikums“, bezeichnete das Hauptdarstellerduo Carell/Buscemi als „grandiose Paarung“ und hob Jim Carrey mit seiner „Rückkehr zu alter anarchistischer Form“ als „besonders bezaubernd“ hervor.
Kritischer wurde der Film von Bild.de bewertet. Moniert wurden die „plumpen Gags, die ein 12-Jähriger vorhersehen kann“. Als einzig positiver Punkt wurden die „völlig überzogenen Zauberstunts von Jim Carrey“ hervorgehoben. Focus Online konzentrierte sich in der Filmkritik auf den deutschen Nebendarsteller Michael Herbig, dem ein „enttäuschender Hollywood-Ausflug“ attestiert wurde. In dem Film, der „wahrhaftig kein Geniestreich“ sei, verkaufe „er sich weit unter Wert“.

## Auszeichnungen
Am 22. März 2013 erhielt der Film als beste Komödie den Teen Choice Award und die beiden Schauspieler Steve Carell und Olivia Wilde jeweils eine Nominierung für den Preis.